# Epiphyt

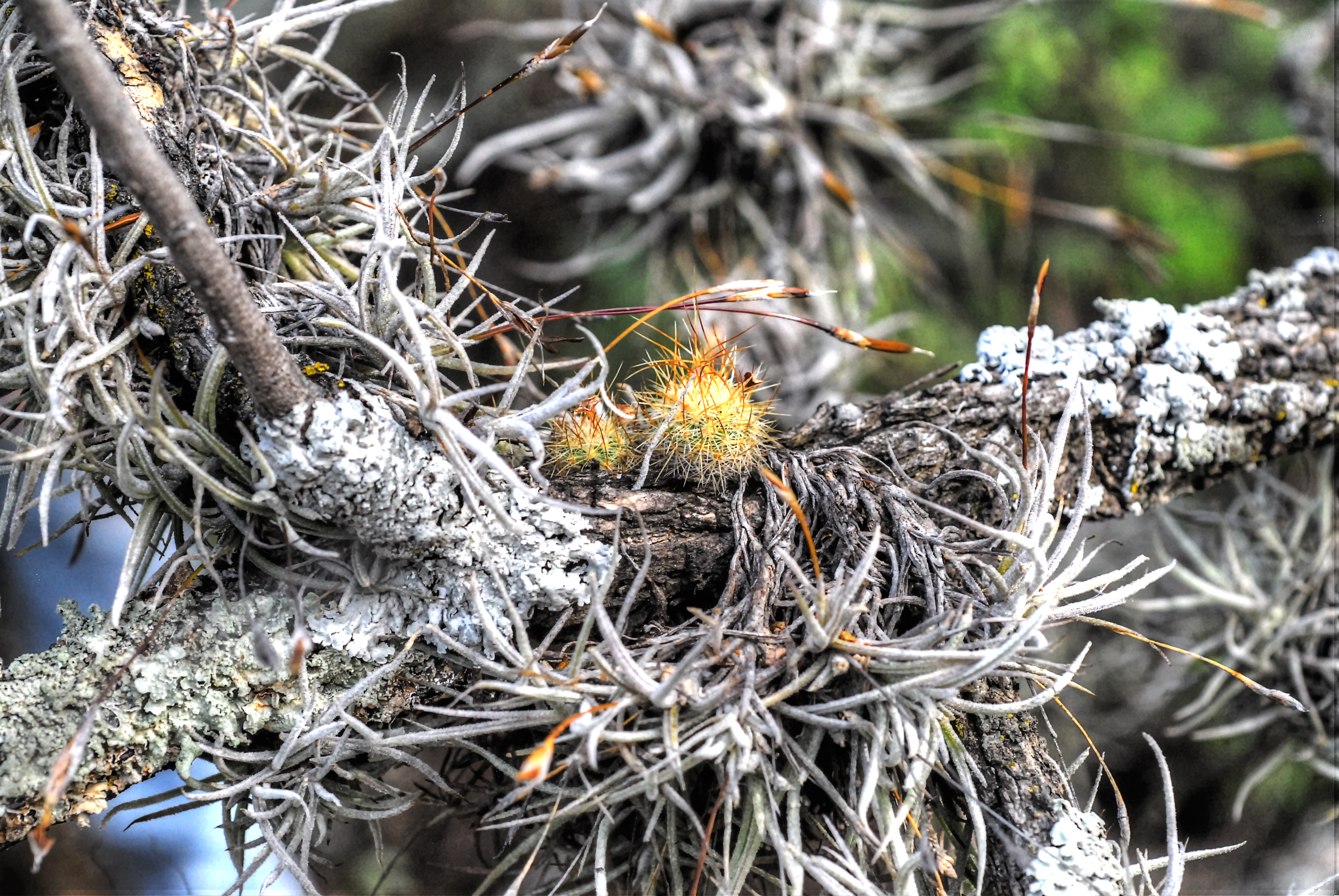
Epiphytische Tillandsien und Mammillarien

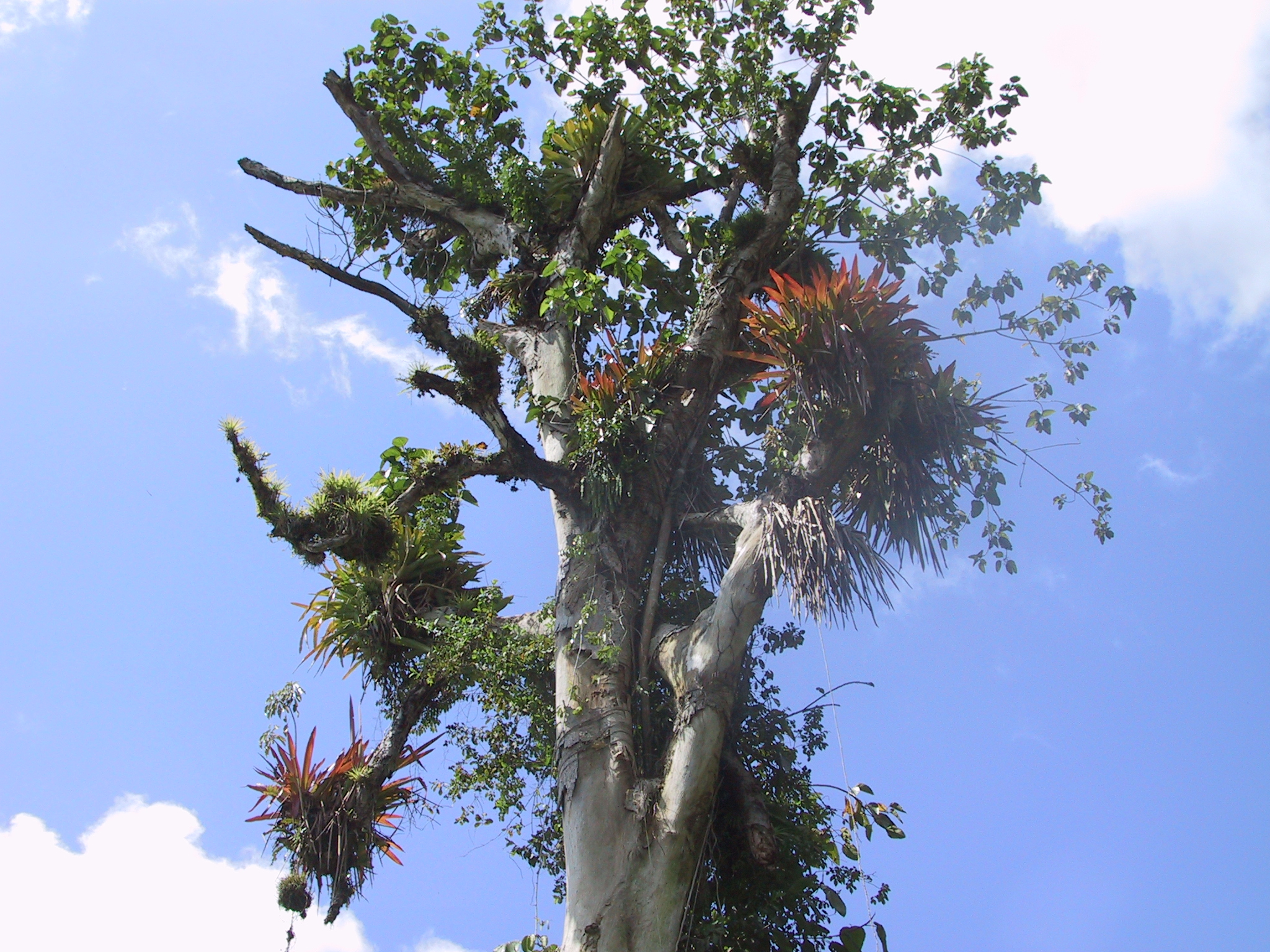
Epiphyten auf einem Urwaldbaum in Costa Rica (Atlantik-Bereich)

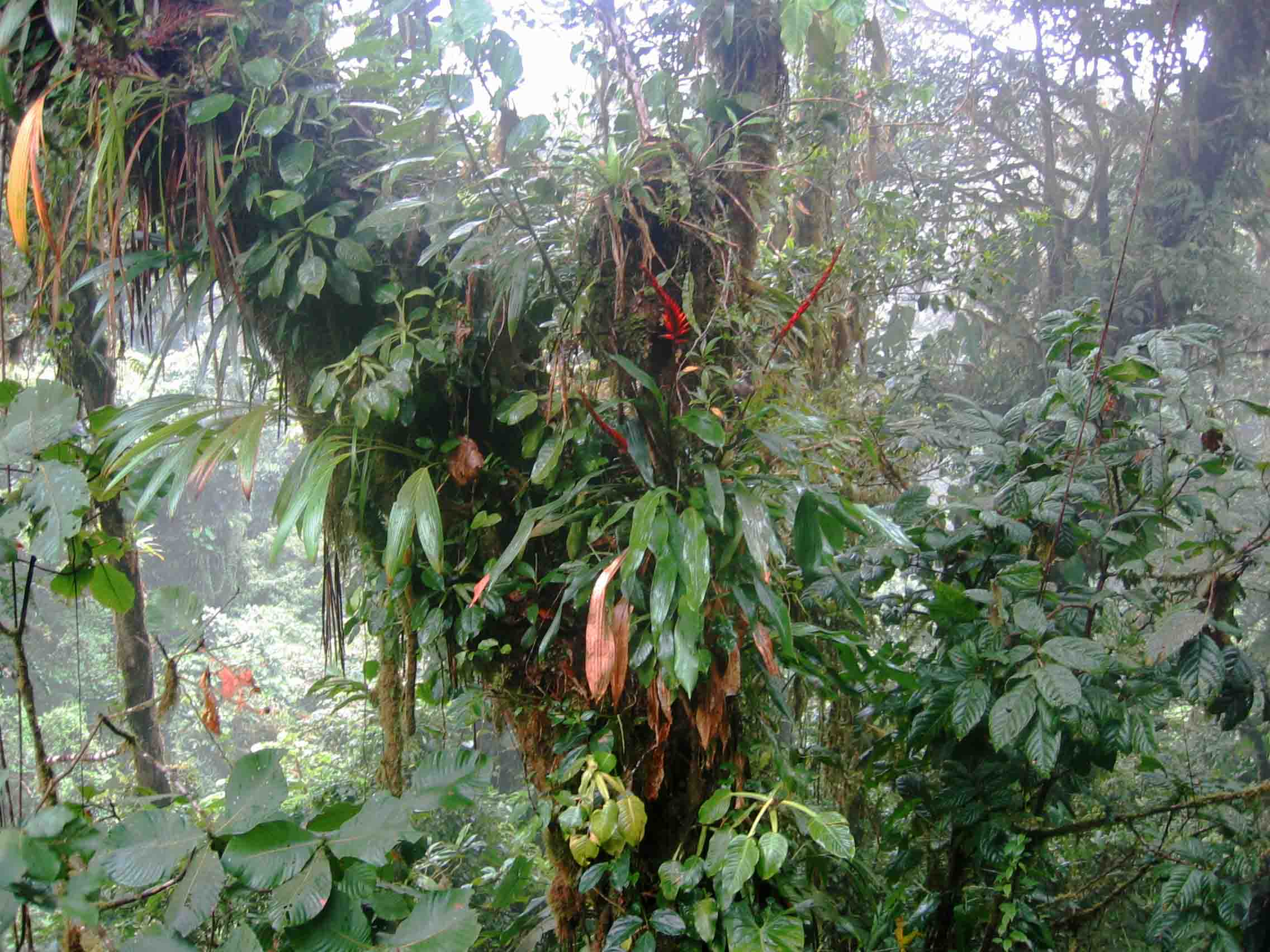
Epiphyten (Regenwald von Santa Elena, Costa Rica)

Als Epiphyten (altgriechisch ἐπί epí „auf, über“ und φυτόν phytón „Pflanze“) oder Aufsitzerpflanzen werden Pflanzen bezeichnet, die auf anderen Pflanzen wachsen. Dieser Ausdruck wird sowohl auf Landpflanzen als auch Wasserpflanzen angewendet. An Land dienen zumeist Bäume als Substrat für Epiphyten, während aquatische Epiphyten wie Algen auf höheren aquatischen Pflanzen (z. B. Seegräsern) wachsen. Die den Epiphyten tragende Pflanze bezeichnet man als Phorophyten (φορός phorós „tragend“ zu φορεύς phoreús „Träger“).
Der Vorteil dieser Lebensweise ist die bessere Verfügbarkeit von Licht, das am Waldboden (bzw. Meeresboden) ein limitierender Faktor für das Pflanzenwachstum ist. Der Nachteil der atmosphärisch epiphytischen Lebensweise ist jedoch, dass eine kontinuierliche Versorgung mit Wasser und Nährstoffen aufgrund der fehlenden Verbindung zum Erdboden nicht immer gewährleistet ist. Die Epiphyten haben im Laufe der Evolution unterschiedliche morphologische und physiologische Anpassungen entwickelt, um sich von der Wasser- und Nährstoffversorgung des Erdbodens unabhängig zu machen. Dabei hat sich nach bestehender Lehrmeinung die epiphytische Lebensweise mehrere Male unabhängig entwickelt.
Im klassischen Sinn sind Epiphyten keine Phytoparasiten, da sie das Phloem ihrer Wirtspflanze nicht anzapfen. Einige Autoren zählen die echten Parasiten (z. B. Mistel) aufgrund ihrer atmosphärischen Lebensweise jedoch auch zu den Epiphyten.

## Typen
Ontogenetisch betrachtet gibt es zwei Typen von Epiphyten: Holoepiphyten, oder echte Epiphyten, keimen und wachsen während ihres gesamten Lebens auf einer anderen Pflanze. Hemiepiphyten dagegen verbringen nur einen Teil ihres Lebens auf einer anderen Pflanze. Man unterscheidet bei letzteren zwischen primären und sekundären Hemiepiphyten. Primäre Hemiepiphyten beginnen ihren Lebenszyklus als Epiphyt und entwickeln in einer späteren Phase Wurzeln, die eine Verbindung zum Boden ermöglichen. Sekundäre Hemiepiphyten wachsen zunächst terrestrisch und verlieren in einer späteren Lebensphase die Verbindung zum Erdboden.

## Geografische Verbreitung
Epiphytische Gefäßpflanzen kommen fast ausschließlich in den Subtropen und Tropen vor, hier insbesondere in den Nebelwäldern feuchttropischer Gebirge. Niedere Pflanzen wie Algen, Moose, Flechten und Farne können hier in Regionen mit kontinuierlicher Wasserverfügbarkeit auch als Epiphylle auftreten.
In den gemäßigten Breiten kommen je nach Regenmenge nur niedere Pflanzen (z. B. Europa), aber auch Gefäßpflanzen (z. B. Neuseeland oder südlicher Himalaya) epiphytisch vor. Gelegentlich findet man auch sonst terrestrisch wachsende Pflanzen, die in Humusakkumulationen von Baumastgabeln ein geeignetes Wuchsmilieu vorfinden (Zufallsepiphyten). In Europa gibt es sonst, bis auf seltene Einzelfälle, keine epiphytischen Gefäßpflanzen. Als Grund wird hierfür in der Literatur der Frost genannt, der eine Wasserversorgung der Pflanzen für einen längeren Zeitraum verhindert.

## Systematische Verbreitung
Weltweit betrachtet sind etwa 10 Prozent aller Gefäßpflanzenarten epiphytisch. In tropischen Bergregenwäldern kann der Anteil an Epiphyten die Zahl der terrestrisch wachsenden Gefäßpflanzen jedoch übertreffen.
Epiphytische Arten treten in vielen Pflanzenfamilien auf. Besonders reich an epiphytischen Arten sind:
- Orchidaceae
- Bromeliaceae – hierzu zählen die Tillandsien
- Araceae
- Pteridophyta
- Cactaceae
- Gesneriaceae

## Morphologische Anpassungen
Bromelien besitzen kleine abgedichtete Öffnungen auf ihren Blättern, so genannte Saugschuppen, mit deren Hilfe sie Regenwasser und die darin gelösten Nährstoffe aufnehmen. Die Wurzeln der meisten epiphytischen Bromelien haben die Funktion der Wasser- und Nährstoffleitung zum größten Teil verloren und dienen meist nur der Befestigung am Substrat.
Viele Bromelien bilden Rosetten aus steifen Blättern. Diese Blätter stehen am Grund so eng beieinander, dass sich dort Wasser sammeln kann. Herabfallende Pflanzenteile und tote Tiere können in so eine Zisterne (Botanik) gelangen und sie werden dort durch Mikroorganismen zersetzt. Das Wasser und die darin freigewordenen Nährstoffe werden durch die Saugschuppen ins Innere der Rosettenblätter geleitet. Das Zisternenwasser wird teils durch Niederschläge aber auch teils (wie bei einem Tauteich) durch Nebelkondensation ergänzt.
Eine große Zahl an Orchideenarten besitzen Pseudobulben, die als Wasser- und Nährstoffspeicherorgane dienen. Bei einer anhaltenden Trockenperiode oder während der Ausbildung von Früchten werden diese Vorräte genutzt.
Eine Anpassung an die schnelle Aufnahme von Wasser und Nährstoffen haben viele Orchideen und einige Araceen entwickelt. Das Velamen radicum ist ein wurzelumhüllendes Gewebe mit einer schwammähnlichen Struktur, welche Wasser und in ihm gelöste Nährstoffe schnell aufnimmt und an die Wurzel weiterleitet.
Epiphytisch wachsende Farne bilden häufig ein vogelnestartiges Wurzelgeflecht aus, in dem sich saugfähiger Humus und Wasser sammeln und für einen gewissen regenlosen Zeitraum die Pflanze versorgen.
Viele Epiphyten besitzen sukkulente Blätter, die einen gewissen Schutz gegen Verdunstung bieten.

## Physiologische Anpassungen
Der CAM-Mechanismus erlaubt es einer Pflanze, ihre Spaltöffnungen während des Tages zu schließen und so weniger Wasser zu verdunsten als mit offenen. Die für die Photosynthese wichtige Kohlenstoffdioxidaufnahme wird in die Nacht verlegt, wenn die Umgebungstemperaturen niedriger sind und die Luftfeuchtigkeit höher.
Epiphytische Moose und Flechten saugen, wenn es regnet, in ihrer oft verfilzten, schwammartigen Masse große Mengen Wasser auf. Bei längeren Trockenperioden schrumpfen sie zusammen und reduzieren ihren Stoffwechsel bis zur nächsten Regenzeit.